# سیارک ۱۶۸۹
سیارک ۱۶۸۹ (به انگلیسی: 1689 Floris-Jan، نامگذاری:1930SO) هزار و ششصد و هشتاد و نهمین سیارک کشف شده‌است که در ۱۶ سپتامبر ۱۹۳۰ کشف شد.
قدر مطلق سیارک برابر ۱۱٫۸۲ است.